# 塞西莉亚·斯特日佐夫斯基失踪案
2023年6月2日，28岁的阿根廷女子塞西莉亚·马琳·斯特日佐夫斯基（西班牙語：Cecilia Marlene Strzyzowski）在查科省雷西斯滕西亚失踪。据称她已经被谋杀。这起失踪案的主要嫌疑人和被告包括她的男友塞萨尔·塞纳，以及他的父母埃梅伦西亚诺·塞纳和马塞拉·阿库尼亚，他们都是2023年查科省省级选举的候选人。他们又称为“塞纳家族”（Clan Sena），在当地政治上拥有巨大影响力，同时与查科省政府关系密切，尤其与时任省长豪尔赫·卡皮塔尼奇。此案引起了阿根廷当局的关注，并被各国国际媒体和国际特赦组织报道。
除了塞纳之外，与阿库尼亚关系密切的政治盟友古斯塔沃·奥夫雷贡和法比亚娜·冈萨雷斯也受到了指控；还有塞纳斯的房东古斯塔沃·梅尔加雷霍和他的搭档格拉谢拉·雷诺索。目前，7名犯罪嫌疑人、被告人均已被刑事拘留。目前，该调查由检察院性别暴力特别检察官办公室第四分院的四位检察官监督。

## 概述
2023年6月6日，塞西莉亚的母亲格洛丽亚·罗梅罗在从不明人士处得悉遭遇不测后，向警方报案。从那一刻起，当地搜寻失踪人员的程序就已启动，当地检察官办公室也开始展开调查。根据监控录像，6月2日，塞西莉亚进入塞纳家族住所，之后便没有离开的记录，她的手机也在那里传出最后一个信号。随后，录像显示塞纳母亲的政治盟友奥夫雷贡带着黑色袋子离开了住所，据推测袋子里可能装有塞西莉亚的尸体。奥夫雷贡处理完黑色袋子后，塞纳的父母埃梅伦西亚诺和阿库尼亚随即上车，离开了住所。随后检察官团队搜查了住所，在那里发现了塞西莉亚的部分骨头和血迹。一名证人看到这名塞西莉亚在埃梅伦西亚诺的卡车里被绑住、堵住嘴，随后被杀害。此外，警方还在塞纳家附近的特拉加德罗河进行了搜查，又发现一些尸块和一枚吊坠，格洛丽亚·罗梅罗认出这是她女儿塞西莉亚的。所有这些迹象都指向了塞纳家族杀害女性的假设；根据检察官的说法，塞西莉亚在6月2日中午12:13分至1:01分之间被谋杀。随后，奥夫雷贡和冈萨雷斯帮助塞纳家族消除了作案痕迹，并在晚上7点将其尸体肢解、火化，最后扔进特拉加德罗河。
而塞纳家族的辩护律师则对逮捕令和检察官的起诉书提出了上诉请求，要求将此案归类为“失踪”，理由是“无法证明塞西莉亚已经死亡”，因为没有找到她的尸体。
此案中，警方也对塞纳家族洗钱和逃匿金融资产的行为展开调查。在一次突袭搜查中，警方在塞萨尔·塞纳的家中发现了600多万阿根廷比索，但并未得到证实。根据查科联邦检察官办公室的报告，埃梅伦西亚诺和阿库尼亚当时在两个组织中任职：“索尔·阿库尼亚医生基金会”和“埃梅伦西亚诺·塞纳基金会”，以及“埃梅伦西亚诺劳工合作社有限公司”。在政治影响力方面，塞纳家族与查科政府保持着密切联系，这体现在公共工程的实施、社会计划的管理和住房的交付上。此外，据透露，即使在塞西莉亚失踪的消息被公开后，塞纳家族仍从省政府获得了超过1.41亿比索的资金。
此案发生于2023年阿根廷省级选举临近之际。在本次选举中，埃梅伦西亚诺·塞纳、古斯塔沃·奥布雷贡、马塞拉·阿库尼亚和法比亚娜·冈萨雷斯位列大众阵线的官方候选人名单中。埃梅伦西亚诺、古斯塔沃将成为议员的预候选人，阿库尼亚将成为雷西斯滕西亚市长候选人。然而，由于塞西莉亚失踪丑闻和社会排斥，他们决定退选。
6月18日，省选举举行。媒体一致认为，这起谋杀案影响了这次选举结果，使得反对派最终赢得选举。

## 背景

### 塞西莉亚·斯特日佐夫斯基
塞西莉亚生于1994年8月3日，失踪时28岁。她在失踪前是家族保健中心的管理人员，同时也和男友经营了家族宠物咖啡厅作为副业。她和她的19岁男友塞萨尔·塞纳住在她姨妈家。据她的母亲兼此案第一原告格罗丽亚·罗梅罗所称，两人在2021年12月通过Tinder认识。但不久后，两人的关系因塞萨尔母亲对他们关系的抵触出现了问题。据称塞萨尔可能通过WhatsApp胁迫塞西莉亚，控制塞西莉亚的行动。此外，还有传闻塞萨尔持有枪支且自称“受到政治迫害”。
2022年9月16日，塞西莉亚和塞萨尔结婚，但仅4天后他们便办理了离婚手续。据称这是塞萨尔母亲的要求，她不支持这段婚姻。这对夫妇曾在当时递出于12月23日举行婚宴的请柬，但因为离婚的影响，婚宴被无限期推迟。塞西莉亚失踪时，她的母亲甚至不知道两人已经离婚。 但塞西莉亚和塞萨尔的关系仍保持着，曾有人目击两人在一起。塞西莉亚的母亲说，对她来说，塞萨尔是一个很好的伴侣，并对她从塞西莉亚的一位朋友那里得知的消息感到惊讶，这位朋友声称2023年5月时，塞萨尔对塞西莉亚进行了严重的人身攻击。塞西莉亚的心理医生在她失踪前两天对她进行了最后一次治疗，他证实了塞萨尔曾对塞西莉亚实施性别暴力。

### 塞纳家族
塞萨尔·塞纳是塞西莉亚的男友，也是埃梅里西亚诺·塞纳和马塞拉·阿库尼亚之子。塞纳家族活跃在查科省的社会和政治领域，经常举办社会活动。其中埃梅里卡諾·塞納在20世纪90年代时和他人創立了失業工人運動（MTD）。，同时也与查科省政府保持密切联系。2023年，他们从省政府获得了约1.41亿阿根廷比索。塞纳家族还拥有位于阿根廷各地的多处房产。事发后，他们正在接受阿根廷政府的逃税调查。在这些房产中，有兩塊位於科洛尼亚省貝尼特斯，價值约13萬美元。其中一塊是家庭住所，或为塞西莉亞的丧命之处。
如上文所述，在2023年阿根廷省级选举中，他们原计划参选雷西斯滕西亚的市长、议员等职务，然而，由于失踪丑闻和社会的排斥，他们决定取消参选申请。这次选举最终由反对派获胜。

## 失踪细节
2023年6月1日，塞西莉亚与母亲格洛丽亚·罗梅罗进行视频通话，告诉她自己将与伴侣塞萨尔·塞纳一起前往乌斯怀亚旅行。塞西莉亚的心理医生证实，她此次旅行主要是为了获得更好的工作机会。同一天下午，有人看到塞西莉亚与塞萨尔·塞纳一起离开了位于雷西斯滕西亚的姨妈家。当时，她身穿浅灰色运动裤、深灰色夹克和带有粉色细节的灰色运动鞋。而塞娜则背着一个红色背包。据塞西莉亚的一位亲戚说，当时她很紧张，当被问及行李不够时，她回答说“要去布宜诺斯艾利斯买衣服”。事后，根据她母亲的说法，他们应该从科连特斯乘飞机前往布宜诺斯艾利斯。
塞西莉亚和塞萨尔一起乘坐一辆白色丰田Hilux皮卡车离开。6日，两名冒充调查人员的不明人士找到塞西莉亚的家人，并提供了塞萨尔母亲邻居的消息，邻居称塞西莉亚已经遭遇不测。尽管家人试图通过电话与塞西莉亚沟通，但他们只收到书面信息，称她的手机坏了。当请求语音留言时，他们收到了疑似录音，这引起了他们的担忧。后来，塞西莉亚的姨妈梅赛德斯询问了塞萨尔相关事宜，塞萨尔称她与塞西莉亚刚开始一起在乌斯怀亚，而后来塞西莉亚就和她的情人跑了。随后，两人的通讯完全中断，再也没有取得联系。
第二天，监控录像拍到了塞西莉亚在上午9点15分进入塞纳家的画面，但没有记录她何时离开，这进一步证实塞西莉亚可能遭遇不测。塞西莉亚的手机信号最后一次被激活是在雷西斯滕西亚附近的特雷斯霍尔克塔斯地区的一片田野里。
调查人员无法找到所谓去乌斯怀亚旅行存在的证据，怀疑塞纳欺骗了塞西莉亚和她的母亲格洛丽亚·罗梅罗，实施了犯罪。

## 调查
自6月6日失踪案被报告之日起，检察院立即启动了疑似杀害女性案件的调查程序。此外，检察院还要求当地各部门、ISP、电话公司、WhatsApp、Instagram和Facebook的工作人员提供相应的报告。
6月8日，查科省安全和司法部与联邦人员搜查系统合作，搜寻塞西莉亚。该省人权和性别问题秘书西尔瓦娜·佩雷斯要求从性别角度进行调查，阿根廷妇女、性别和多样性部发出通知。阿根廷联邦警察局、机场安全警察局、阿根廷国家宪兵队和阿根廷海军管理局均接到警报，并在路障、机场、汽车总站、省界和国际边界进行管控，以查明嫌疑人的下落。同一天，警方找到了并打开塞西莉亚的手机，并获得了一些和案件相关的资料。
6月12日，检察院成立了一个专门的检察小组来调查此案。

### 杀害女性调查
塞萨尔·塞纳于6月6日被传唤出庭作证。当时，他的脖子上有抓痕，被正在报道新闻的记者的摄像机拍了下来。检察官坚持认为，他手上的状况与对受害者实施勒颈动作相符。在作为证人作证后，检察官发现他的证词存在不正常的矛盾，因此检察官豪尔赫·卡塞雷斯·奥利维拉要求搜查塞纳夫妇的家。经过检查，警方发现了一把屠夫锯、一把砍刀、一些弹药、大片血迹和疑似塞西莉亚的骨头碎片。两天后，奥利维拉要求将塞西莉亚的失踪案定性为一宗杀害女性案件。
埃梅伦西亚诺基金会成员马加利·费尔南德斯·莱耶斯自愿提供证据，证明塞纳在塞西莉亚失踪后的第二天（6月2日）更换了手机。她还声称拥有马塞拉·阿库尼亚的姐姐帕特里夏通过WhatsApp发送的音频，在音频中，帕特里夏表达了她对房东古斯塔夫可能“看到猪吞食塞西莉亚的遗骸”的担忧。6月13日，检方将案情由失踪案变更为杀害女性案。
6月13日，检察官办公室传唤了梅尔加雷霍、冈萨雷斯和奥夫雷贡，冈萨雷斯和奥布雷戈的律师胡安·费尔南多·迪亚斯表示，冈萨雷斯和奥布雷戈因缺乏证据都拒绝了调查。6月14日，梅尔加雷霍和他的好友雷诺索声称看到塞萨尔和奥布雷贡来到塞纳家。6月4日，塞西莉亚来到了塞纳家，当时她正坐在一辆车的后座上吃午饭。据称她随后便被谋杀，尸体被埋在蒂罗尔港。检察官确认他们供认不讳后，司法专家在镇上进行了搜查，但没有找到任何证据。此外，他们的住宅也都被搜查。塞西莉亚可能在塞纳家穿过的衣物也被没收了。
警方在对塞纳家附近进行调查任务后，发现了被焚烧的带有轮子的行李箱残骸以及一些衣物及装饰品。所有被缴获的物品都提交给了塞西莉亚家族，并送交该省医学与法医科学研究所进行检测。 6月23日，格洛丽亚·罗梅罗认出这些物品是塞西莉亚的物品。。7月3日，有人证实塞西莉亚的遗体被烧焦后放置在露台上后来，基因分析表明，在塞纳家的一个房间里发现的血迹与塞西莉亚的DNA相匹配。
查科安全部前官员阿曼多·卡布拉成为埃梅里西亚诺·塞纳和马塞拉·阿库尼亚的辩护律师。此前，负责代表两人的律师是胡安·卡洛斯·赛义夫，他在了解到阿库尼亚和埃梅伦西亚诺之间的某些通信后提出了辞职。里卡多·奥苏纳曾担任塞纳家族所有成员的辩护律师，但在检察机关的要求下，他辞去了埃梅西亚诺和阿库尼亚的辩护工作，继续为塞萨尔·塞纳辩护。

### 洗钱调查
6月9日，警方突袭了塞纳家，发现约600万阿根廷比索现金，且来源不明，此举引发了对洗钱和逃税的调查。联邦司法部宣布其无权审理此案，并将案件提交雷西斯滕西亚联邦第二初审法院。塞萨尔·塞纳的前律师胡安·迪亚兹表示这笔钱来自一项工程实施计划，转账是为了购买工程材料。

### 软禁企图
马塞利娜·塞纳试图前往拘留她弟弟埃梅伦西亚诺·塞纳的警察局探望他。行动中，警方从她身上查获了两粒药丸和一封信，她声称她的目的是让埃梅伦西亚诺装病，从而获得软禁。信中还提到了塞萨尔·塞纳的律师奥苏纳，但他否认对此负有任何责任。总检察长组建了一个特别检察官小组来调查这起事件。

### 逮捕
6月9日，检察官豪尔赫·奥利维里奥要求正式逮捕埃梅伦西亚诺·塞纳和马塞拉·阿库尼亚，并对塞萨尔·塞纳发出国际逮捕令，塞萨尔在6月7日被传唤后仍在逃；阿库尼亚辩称塞萨尔正在科连特斯学医，最后在7月10日上午，塞萨尔·塞纳被捕。
7月11日，塞纳家房东古斯塔沃·梅尔加雷霍因涉嫌协助处理塞西莉亚的尸体而被捕。他与格里塞尔达·雷诺索一起被捕，后者的身份在向检察官办公室发表声明之前未向公众公布。同一天，法比亚娜·冈萨雷斯也与古斯塔沃·奥布雷贡一起因涉嫌同谋此案而被捕。
6月13日，法比亚娜·冈萨雷斯的姐姐戴安娜·冈萨雷斯被捕，但后来确认误捕，被无罪释放。

### 归责
以下是检察官团队根据调查期间收集的证据和证词，对塞纳家族对塞西莉亚案进行掩盖的指控：
- 塞萨尔·塞纳，塞西莉亚的伴侣：两人以上合谋犯罪以及在性别暴力的背景下实谋杀施，谋杀罪名加重三倍。
- 塞萨尔的父母马塞拉·阿库尼亚 和埃梅伦西亚诺·塞纳：两人以上合谋犯罪，加重谋杀罪。
- 塞纳的房东古斯塔沃·梅尔加雷霍和格里塞尔达·雷诺索 ：作为次要参与者，隐瞒罪案，加重谋杀罪。
- 法比亚娜·冈萨雷斯 ，阿库尼亚和塞纳家族的政治合伙人：作为必要参与者，加重谋杀罪。
- 古斯塔沃·奥布雷贡，冈萨雷斯的同伙：两人以上作为次要参与者合谋犯罪，加重谋杀罪。

## 反响

### 抗议
第一次为塞西莉亚·斯特日佐夫斯基伸张正义的示威活动于7月9日在雷西斯滕西亚的政府大楼前举行。为此，警察局和检察官办公室都装上了围栏。
第二天，同一地点又举行了另一场集会，其中也包括司法部门。 6月14日，雷西斯滕西亚举行了火炬游行，口号为“让我们用代表她的光芒来缅怀塞西莉亚”和“为塞西莉亚·斯特日佐夫斯基争取真相和正义”，媒体称这是一次大规模游行。7月2日，查科-科连特斯大桥上又爆发了一次抗议活动。

### 政治影响
2023年阿根廷省级选举因斯特日佐夫斯基的失踪而蒙上了一层阴影。在本次选举中，埃梅伦西亚诺·塞纳、古斯塔沃·奥布雷贡、马塞拉·阿库尼亚和法比亚娜·冈萨雷斯位列大众阵线的官方候选人名单中。埃梅伦西亚诺、古斯塔夫将成为议员的预候选人，阿库尼亚将成为雷西斯滕西亚市长候选人。然而，由于塞西莉亚失踪丑闻和社会排斥，他们决定退选。6月18日选举结果公布后，媒体一致认为该案对选举结果产生了影响，最终导致反对派获得胜利。
6月26日，根据第一次突击搜查中查出的现金，警方对塞纳家族的洗钱活动进行了初步调查，并公布了有关塞纳家族及其管理的基金会的银行保密信息。

## 争议
案发后，塞西莉亚的母亲格洛丽亚·罗梅罗向媒体透露，她收到了一条威胁短信，上面写着“我们知道你还有一个女儿”，指的是塞西莉亚的妹妹安吉拉·斯特日佐夫斯基。此外，塞西莉亚的姑姑、律师卡琳娜·戈麦斯也受到了威胁。当时，安全和司法部曾下令警方暂时拘留罗梅罗和戈麦斯。
戈麦斯 律师谴责了查科省安全和司法部长格洛丽亚·扎拉萨尔的恐吓行为。她还称，她被禁止进入当地数字书面录入系统（InDi），并且遭遇了断电和断网。